# 磐田西高等学校万引き事件
磐田西高等学校万引き事件（いわたにしこうとうがっこうまんびきじけん）とは、静岡県立磐田西高等学校で2009-2010年度に男子生徒74名が、校内外で万引や窃盗をしていたことが発覚したことに端を発した事件。あまりにも事態が深刻だとして静岡県監査委員によって校名が公表され、その是非についても議論が分かれ注目を集めた。

## 背景

### 静岡県内での万引きの増加
静岡県教委学校教育課によると、静岡県内では県立高校での万引きや窃盗の発生件数が、2006年（平成18年） - 2008年（平成20年）は250人前後だったが、2009年（平成21年）に341人、2010年（平成22年）も336人と急激に増加した。県代表監査委員は、学校も県教委も万引き自体を軽く見ているとし、詳細な調査と再発防止策の必要性を訴えていた。

### 別の県立高校での万引き事件
2010年（平成22年）9月静岡県監査委員が定期監査を行った際に、西部の県立高校で別の生徒から注文を受けて量販店等で万引きをし、盗んだ商品を格安で校内で転売していたことが判明した。学校側の調査によると万引き実行役の生徒は合計6人で、盗品を買ったことがあると認めた生徒が31人、「注文したことがある」「一緒に万引きの現場に行ったことがある」などと答えた生徒が4人で、同校で万引きへの関与を認めた生徒は合計41人だった。2011年2月、静岡県監査委員は同校に改善を求める指示を出した。この時点では、校名公表をしないことが通例となっており校名は公表されなかった。しかし、この問題が県立磐田西高の校名公表につながる要因になった。

### 静岡県立磐田西高等学校について
静岡県立磐田西高等学校は1939年（昭和14年）に中泉町立中泉商業学校として設立された。男女共学で、2011年（平成23年）は普通科と総合ビジネス科に計739人が在籍していた。商業教育の実績が高く、多数が進学する一方、就職を希望した生徒についても2010年（平成22年）は内定率が100%であった。卒業後は国立大学を含め多数が進学する。スポーツは特に剣道が盛んで全国大会の常連校であった。

## 事件の概要

### 2009年の集団万引き事件
静岡県立磐田西高校で生徒の万引き疑惑が浮上したのは2009年（平成21年）11月、ある保護者から「息子の友達が、量販店で万引きをしたらしい」との情報が寄せられたことが発端である。該当する当時2年の男子に話を聞いたところ万引き行為を認め、そこから同校での万引きの実態が判明していった。
教員が生徒一人一人から聞き取りを始めると「自分も万引きしたことがある」「人がしているのを見た」という証言が相次ぎ男子生徒72人が関与したことが発覚。10回以上繰り返した生徒は13人いた。盗品と知りながら受け取った生徒が3人おり、盗んだ額は最も多い生徒で3万円にのぼった。
最も万引きが頻発したのは校内のパン売り場であった。昼時になると一斉に生徒が押し寄せたが、業者の店員1人で対応していたので、金を払うことなく、店先のパンをつかんで持ち帰るという手法が横行していた。47人の生徒が"持ち逃げ"を告白したという。パンで味をしめ、校外のコンビニや量販店でパンや菓子、たばこ、文具、CDを万引きをするようになった。監査委員は校長に、3カ月以内に改善状況を報告するよう求めた。

#### 学校の対策
磐田西高は、万引した生徒全員を3日 - 20日の自宅謹慎処分にした。同校には「総合ビジネス科」もあり、卒業後に就職、商売する側に立つ生徒も多く、校内パン店を業者ではなく生徒に運営させる、生徒の日常生活も見直し、あいさつの徹底、清掃の励行など規範意識を高める対策を実行し、保護者らに経緯説明と謝罪を行った。副校長は「生徒の規範意識の向上を図りたい」と話している。被害を受けたコンビニなどには謝罪と弁償を行った。

#### 静岡県教育委員会の対策
磐田西高での万引きは組織的な集団万引きだったと同校は県教委学校教育課に報告した。同課は学校側に対応を指示したものの、同校の自主指導に任せた。またこの情報を教育長や教育委員へ伝えなかった。静岡県教育委員会学校教育課には、各学校の生徒指導を担う教諭が集まる会議が生徒の規範意識の向上を検討する場として設けられているが、同校の万引き発覚後にも検討課題に挙げられず、具体的な防止対策は取っていなかった。

### 2010年の校内窃盗事件
2009年（平成21年）に様々な対策を講じたにもかかわらず、2010年（平成22年）7月に磐田西高等学校で、生徒2人が校内で他生徒の財布から7回にわたって総額1万500円を抜き取る不祥事が起きた。1人が見張り役、1人が実行役と役割分担をしていた。

## 校名公表

### 静岡県監査委員による校名公表
2011年（平成23年）12月6日、静岡県監査委員は2011年（平成23年）9月20日 - 10月26日に県内69カ所で行った定期監査などの結果を発表した。その場で、磐田西高等学校における2009年（平成21年） - 2010年（平成22年）にかけての窃盗と万引きについても報道機関に情報公開をした。監査結果での校名の公表は異例とされ、報道機関は『全校生徒の1割が集団万引き』などとして大きく報道した。監査委員が学校名を公表して再発防止を求めるのは初めてとされた。

### 校名公表に至った理由
静岡県監査委員は、2011年（平成23年）秋に磐田西高校の事案を把握した。校名公表について、2010年までは非公表を通例とし、他生徒への配慮からこれまで伏せられることが多かったが、磐田西高校の事案は2年続いて万引きや窃盗が起きたことを重くみて、同校の指導責任に問題があると判断された。
静岡県内の県立高校で非行事案にかかわった生徒数は2009年（平成21年度）で全体の1.13%だったが、磐田西高校では10.05%と突出して高く、教育現場に再発防止を求める必要があるとして校名公表に踏み切ったとしている。学校にも聞き取りをし、慎重に検討した上で学校名を公表したとされ、学校への影響はあるかもしれないが、公表できちんと各校に対応してもらうことが優先度が高いと考えたと監査委員はコメントした。
また静岡県内で増え続ける万引き事件と静岡県教育委員会の対応の甘さ・鈍い動きからも、異例の公表が必要という結論に達したと述べた。校名の公表には委員の中で議論もあったが、内容があまりに深刻で、公表することで万引きを軽く見る風潮に歯止めをかけ、再発防止を求める必要があると、4人の全委員の一致で公表に踏み切ることを決めた。

## 一連の不祥事に対する反応

### 磐田西高での反応
磐田西高には卒業生や地域住民から、「どんな指導をしているのか」「問題後、どんな対応をしたのか」などの電話が相次いだ。同校は在校生の動揺を抑えるため、校内放送で校長が、恥じることなく胸を張って生活してほしいと話した。

### 地元新聞の反応
静岡新聞は2回にわたって社説を組んだ。これだけ大掛かりな万引は過去に例がなく、静岡県教育委員会、学校側とも事態の認識、対応が甘過ぎ、静岡県教育委員会による早急な教職員研修会開催や、今回の事件の報告と検証、ここ数年の高校生の非行実態の説明を行い、具体的な対策を示す必要があるとした。警察や司法関係者を講師に招き、逮捕された場合の容疑者の扱い、家庭裁判所に送られた時の審判の受け方などを話してもらうのも一法であるとし、万引被害者に被害がどれだけ経営に影響し、困っているか訴えてもらうのも有効ではないかとした。また今回の事案では、家庭との連携も求められ、生徒指導に対する学校側の本気度が試されているとした。しかし校名が公表された後も、静岡県教育委員会が特別な措置を取らなかったので、その対応は非常に鈍いと批判し、教育施策全般にも通じる危機感の無さを指摘した。

### 静岡県教育委員会の反応
対応が不十分と監査委員より批判された静岡県教育委員会は、県教育長が12月14日の県議会文教警察委員会で、静岡県委員会として情報の把握と対応が十分でなかったとして謝罪し、今後は速やかに情報共有するよう徹底したと説明した。

## 校名公開についての意見

### 肯定的な意見
- 静岡新聞では、2011年12月9日の社説で、静岡県教育委員会が2010年11月に学校側から報告を受けた時点で公表しなかったのは残念だとし[10]、今後も同様の重大なケースでは内容を公表するべきであり[10]、監査委員も引き続き校名の公表を継続すべきだと訴えた[10]。
- 読売新聞では、現場の対策は、規範意識の向上を呼びかけるだけで各校に対策を一任しているのが現状で[4]、磐田西高の校名公表には、こうした現状を打開する効果が期待されていると報じた[4]。
- 川勝平太知事は公表を「当然」と評価し[12][17]、教育委員会が適切な対応を実施していないと述べた[14][18]。また監査委員の公表は勇気ある行動だとして[14]、この問題は蓋をしてしまうような小さい問題ではなく、対策には教育行政の根本的な見直しの必要性を示した[18]。在校生の進学や就職への影響については、今回は極めて悪質であり[17]、そういった影響より道徳心の教育ことが大切であるとコメントした[14]。

### 否定的な意見
- 静岡県弁護士会の｢子どもの権利委員会｣は2011年12月14日、校名公表が人権侵害事案に該当する可能性が高いとして、救済措置の必要があるかどうかを判断する調査を始め[19]、同委員会としては校名の公表は不適当であるとする見解をまとめた[14]。2012年3月30日静岡県弁護士会は、今後は学校名を公表しないようにと監査委員に勧告書を発送し、調査を終了した[20]。
- 静岡県教育委員会は、校名公表の妥当性は検証が必要とした[21]。その後、磐田西高の対応には問題が無く校名公表は残念であるとコメントし[12]、今後は校名の公表は慎重にするように監査委員に申し入れた[22]。
- 静岡県高校障害児学校教職員組合（高教組）は、2012年4月5日静岡県庁で会見し、監査委員に不利益を被った学校関係者等に謝罪するよう要求し[23]、同様の事案で校名を公表しないよう求めた[23]。これに対して監査委員は、生徒への影響は考慮したが内容が深刻で教育関係者に広く再発防止に向けた対応を求める必要があり公表したと説明し[23]、今後の同様の事例には個別に検討して対処すると述べ、謝罪には応じられないとの考えを示した[23]。

## その後
静岡県には2011年（平成23年）時点で93校の県立高校があり、2009年（平成21年） - 2011年（平成23年）の調査では、そのうちの12校で万引き関与生徒数が年間10人を超えていた。2009年の磐田西高のように74人もの学生が参加した万引きの報告は無いものの、県監査委員では2010年後に静岡県中部の高校でも30人以上の生徒が万引きに関与した事案を把握し、2012年1月にその校名の公表を検討していた。
監査委員は、｢磐田西高だけの問題で終わらせるのではなく、万引きが県内の高校全体で起きていることを理解し、再発防止について真剣に考えてもらうためには公表が必要だ｣としていたが、2012年3月5日には、｢磐田西高の公表以降、県内では万引きに対する指導や警察との連携など再発防止対策が相当進み、校名公表は一定の効果があった｣として公表を検討していた校名の公表を見送った。また校名公表による効果今後の校名公表については個別に判断したいとした。